# Rhythm Is a Dancer
Singles de Snap!
Colour of Love
(1991) Exterminate
(1992)
Rhythm Is a Dancer est une chanson du groupe d'eurodance allemand Snap!, sortie en single en mars 1992 et figurant sur l'album The Madman's Return.
Elle connaît un important succès mondial, se classant en tête des ventes dans plusieurs pays européens (Royaume-Uni, France, Belgique, Pays-Bas, Autriche, Allemagne, Suisse), 3e en Australie, 11e en Nouvelle-Zélande ou encore 5e aux États-Unis. 
Le morceau a été remixé au fil des ans par différents disc jockeys et musiciens, par exemple Rollo & Sister Bliss (du groupe Faithless) en 1996, C. J. Stone (de Bass Bumpers) en 2002, Tom Novy, Genji Yoshida en 2008, Armand Van Helden en 2010.
Les remixes réalisés en 2003 et en 2008 se sont classées dans les hit-parades.

## Liste des titres
- 45 tours (1992)
  1. Rhythm Is a Dancer (7" edit) — 3:41
  2. Rhythm Is a Dancer (purple hazed 7" mix) — 4:31

- Maxi 45 tours (1992)
  1. Rhythm Is a Dancer (7" Edit) — 3:41
  2. Rhythm Is a Dancer (12" Mix) — 5:12
  3. Rhythm Is a Dancer (Purple Hazed Mix) — 6:49

- CD maxi (1992)
  1. Rhythm Is a Dancer (Rhyth Kid Version) — 5:38
  2. Rhythm Is a Dancer (Tee's Choice Mix) — 6:19
  3. Rhythm Is a Dancer (Instrumental Rhythm) — 5:30

- CD single (2003)
  1. Rhythm Is a Dancer 2003 (Radio Edit) - 3:07
  2. Rhythm Is a Dancer 2003 (CJ Stone Remix) - 6:56
  3. Rhythm Is a Dancer 2003 ('92) - 3:43
  4. Rhythm Is a Dancer 2003 (Video) - 3-03

- CD maxi (2003)
  1. Rhythm Is a Dancer 2003 (Video Version) — 3:20
  2. Rhythm Is a Dancer 2003 (CJ Stone Radio Mix) — 3:49
  3. Rhythm Is a Dancer 2003 ("Check This Out" Remix) — 7:06
  4. Rhythm Is a Dancer 2003 (CJ Stone Club Mix) — 7:45
  5. Rhythm Is a Dancer ('92) — 3:42

- CD maxi (2008)
  1. Rhythm Is A Dancer (8" BB Mix) — 3:45
  2. Rhythm Is A Dancer (Tom Novy Remix) — 8:01
  3. Rhythm Is A Dancer (Original 12") — 5:33

## Classements hebdomadaires
| Classement (1992-1993)                 | Meilleure position |
| -------------------------------------- | ------------------ |
| Allemagne (GfK Entertainment)          | 1                  |
| Australie (ARIA)                       | 3                  |
| Autriche (Ö3 Austria Top 40)           | 1                  |
| Belgique (Flandre Ultratop 50 Singles) | 1                  |
| Canada (RPM 100 Singles)               | 19                 |
| Canada (RPM Dance/Urban)               | 1                  |
| Danemark (Tracklisten)                 | 11                 |
| Espagne (AFYVE)                        | 1                  |
| États-Unis (Billboard Hot 100)         | 5                  |
| Europe (Eurochart Hot 100)             | 1                  |
| France (SNEP)                          | 1                  |
| Irlande (IRMA)                         | 1                  |
| Italie (FIMI)                          | 1                  |
| Norvège (VG-lista)                     | 4                  |
| Nouvelle-Zélande (RMNZ)                | 11                 |
| Pays-Bas (Nederlandse Top 40)          | 1                  |
| Pays-Bas (Single Top 100)              | 1                  |
| Royaume-Uni (UK Singles Chart)         | 1                  |
| Suède (Sverigetopplistan)              | 2                  |
| Suisse (Schweizer Hitparade)           | 1                  |

| Classement (2003)                      | Meilleure position |
| -------------------------------------- | ------------------ |
| Allemagne (GfK Entertainment)          | 7                  |
| Australie (ARIA)                       | 32                 |
| Autriche (Ö3 Austria Top 40)           | 10                 |
| Belgique (Flandre Ultratop 50 Singles) | 16                 |
| Finlande (Suomen virallinen lista)     | 13                 |
| Pays-Bas (Single Top 100)              | 46                 |
| Royaume-Uni (UK Singles Chart)         | 17                 |
| Suisse (Schweizer Hitparade)           | 35                 |

| Classement (2008)              | Meilleure position |
| ------------------------------ | ------------------ |
| Allemagne (GfK Entertainment)  | 84                 |
| Royaume-Uni (UK Singles Chart) | 43                 |

## Certifications
| Pays                    | Certifications | Date       | Unités certifiées |
| ----------------------- | -------------- | ---------- | ----------------- |
| Allemagne (BVMI)        | Platine        | 1992       | 500 000           |
| Australie (RIAA)        | Or             | 1992       | 35 000            |
| Autriche (IFPI)         | Or             | 22/07/1992 | 25 000            |
| Danemark (IFPI Danmark) | Or             | 16/11/2021 | 45 000            |
| États-Unis (RIAA)       | Or             | 09/09/1992 | 500 000           |
| France (SNEP)           | Or             | 1992       | 250 000           |
| Italie (FIMI)           | Platine        | 2024       | 100 000           |
| Pays-Bas (NVPI)         | Platine        | 1992       | 75 000            |
| Royaume-Uni (BPI)       | 2 × Platine    | 20/06/2025 | 1 200 000         |
| Suède (GLF)             | Or             | 07/08/1992 | 25 000            |